# Centrale Laforge-1
L'aménagement hydroélectrique Laforge-1 (LA-1) est une centrale hydroélectrique, un barrage  et un réservoir érigés sur la rivière Laforge, un affluent de la Grande Rivière par la Société d'énergie de la Baie James pour le compte d'Hydro-Québec. 
Cette centrale, construite dans le cadre de la phase 2 du projet de la Baie-James,  a une puissance installée de 878 MW. Elle a été mise en service en 1994.

## Contexte
La rivière Laforge est un affluent de La Grande Rivière, un fleuve qui se jette dans la baie James, dans la région administrative du Nord-du-Québec, au Québec. La centrale Laforge-1 se situe à 531 km de l'embouchure de la Grande Rivière. La rivière Laforge est située dans une région isolée, plus de 450 km à l'est de Radisson, la communauté la plus proche. Le secteur a été relié au réseau routier avec la route Transtaïga, lors des travaux de la phase 1 du projet de la Baie James à la fin des années 1970.
L'aménagement Laforge-1 est mentionné comme une composante facultative du complexe La Grande (1975), tel que décrit dans la version originale de l'article 8.1.2 de la Convention de la Baie James et du Nord québécois (CBJNQ). On retrouve une description sommaire de l'aménagement ainsi que trois planches dans la Convention complémentaire 11 à la CBJNQ, signée le 8 janvier 1993.

## Ouvrages
La centrale est une centrale dite « de surface », et elle est composée de 6 turbine-alternateurs. La chute nette nominale s'élève à 57,3 m.
La construction dure 6 ans, de 1989 à 1994, et la centrale est inaugurée à l'automne 1993. 